# Erythroxylum oxypetalum
Erythroxylum oxypetalum är en tvåhjärtbladig växtart som beskrevs av Otto Eugen Schulz. Erythroxylum oxypetalum ingår i släktet Erythroxylum och familjen Erythroxylaceae. Inga underarter finns listade i Catalogue of Life.